# SIMON (grenade à brèche)

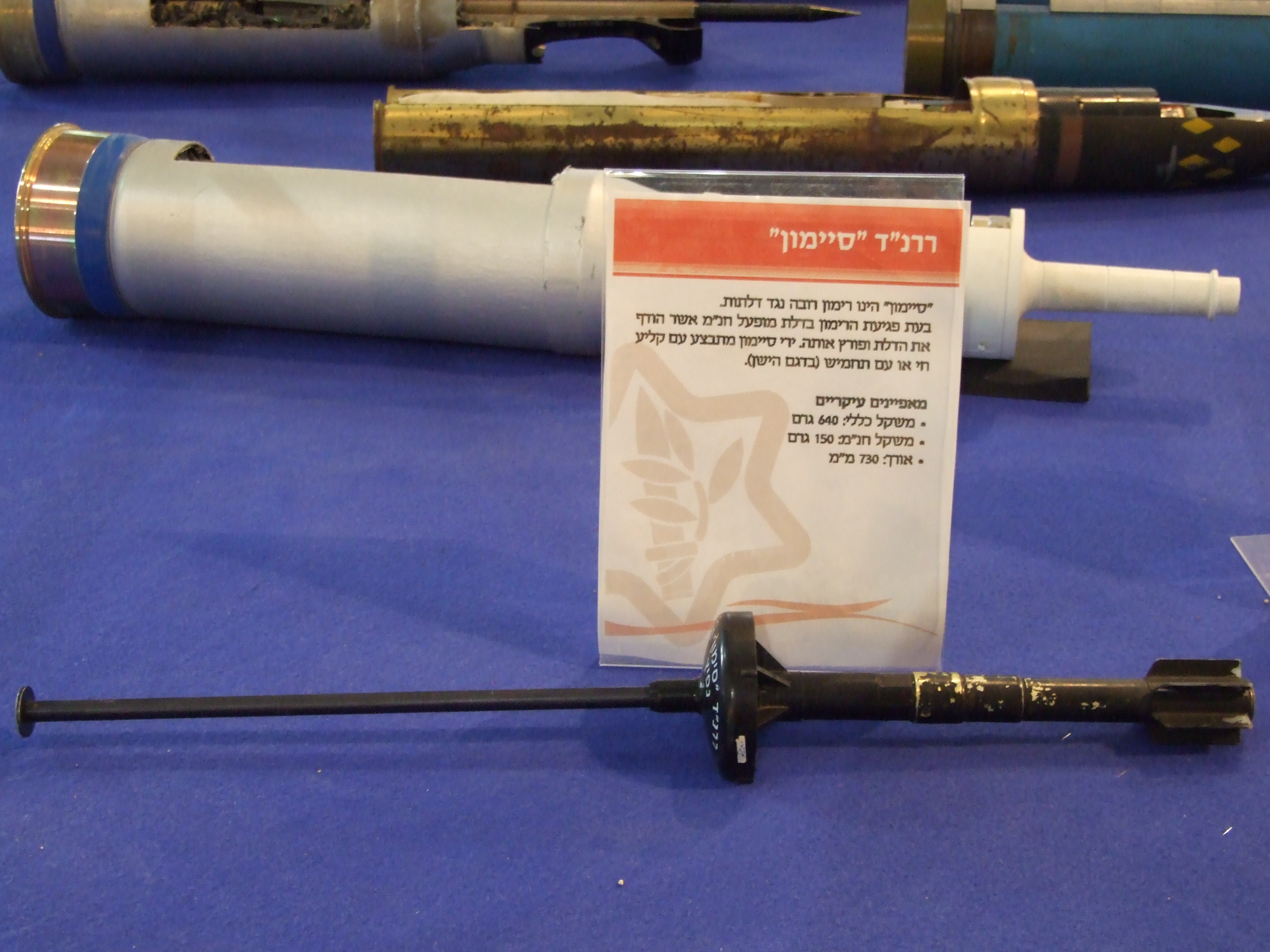
Grenade à fusil Simon en gros plan (bas).

Le SIMON est une grenade à fusil israélienne à piège à balles conçue pour faire une brèche dans une porte, développée par Rafael Advanced Defense Systems. Elle est destinée à être utilisée avec des 5,56 mm. tels que la carabine M4.

## Présentation
Le système se compose d'une section arrière en forme de piège à balles qui glisse sur le museau du fusil, d'une section médiane explosive et d'une tige d'écartement avant. La grenade est propulsée par une balle ou une munition traçante normale à une portée maximale de trente mètres, la détonation étant déclenchée par l'impact de la tige d'écartement contre la porte à enfoncer, la distance d'écartement permettant à l'onde de choc d'affecter la plus grande partie possible de la surface de la porte, ce qui évite de devoir viser les charnières ou les serrures.
Une version fixable manuellement à la porte est également disponible, connue sous le nom de "SIMON statique".
| Caractéristiques de la grenade à brèche / SIMON |                |
| ----------------------------------------------- | -------------- |
| Poids (y compris la tige d'écartement)          | 640 g          |
| Longueur de la tige d'ancrage                   | 400 mm         |
| Longueur totale                                 | 730 mm         |
| Diamètre de l'ogive                             | 100 mm         |
| Remplissage de l'explosif - SIMON 150           | 150 g          |
| Remplissage de l'explosif - SIMON 120           | 120 g          |
| Portée                                          | 15 - 30 mètres |

## Opérateurs actuels
- Israël

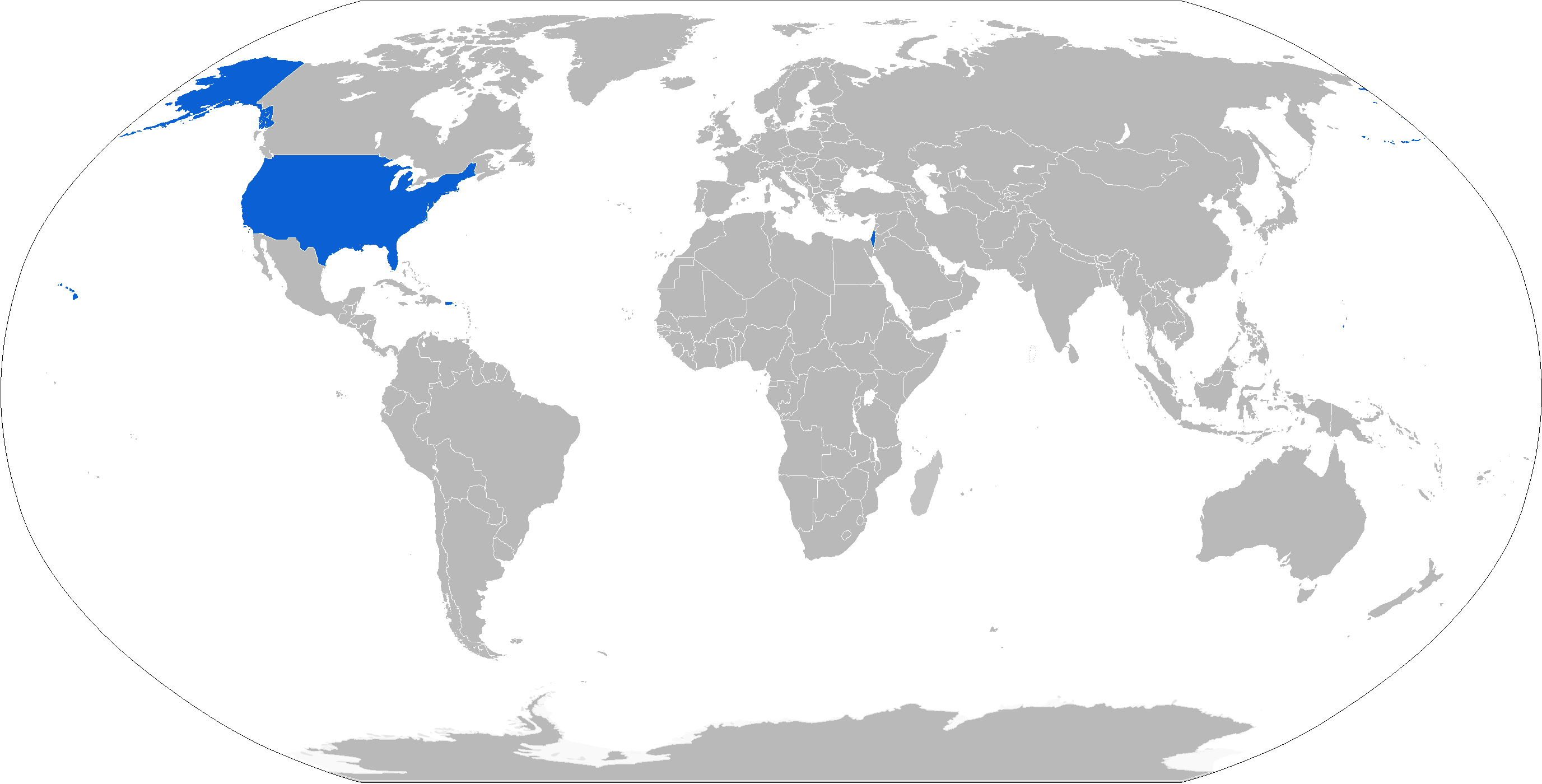
Carte avec les opérateurs SIMON en bleu.

- États-Unis - Une variante du SIMON 120 est en service dans l'armée américaine sous le nom de M100 Grenade Rifle Entry Munition (GREM). Les modifications apportées à la spécification d'origine concernaient des problèmes d'allumage et de fiabilité[2]. Une munition inerte, la M101 GREM-Target Practice (GREM-TP) permet de s'entraîner à la précision sans le risque d'explosion. Le système a été récompensé par l'armée américaine comme l'une des dix meilleures inventions de 2005[3].
- Belgique - Utilisé par les unités spéciales de la police fédérale belge soutenues par le GIGN français lors d'un raid antiterroriste à Verviers (Belgique) en 2015[4].